# کپورماهیان
خانوادهٔ کپورماهیان (Cyprinidae) یکی از مهم‌ترین خانواده‌های ماهی‌های آب شیرین است. این خانواده بزرگ‌ترین خانواده ماهی‌ها بوده و شامل ۲۲۰ جنس و ۲۴۲۰ گونه است. تقریباً تمام اعضای آن متعلق به آب شیرین بوده یا در صورت زندگی در آب لب‌شور، برای تولیدمثل نیازمند ورود به آب شیرین هستند. مهم‌ترین ماهی‌های پرورشی گرم‌آبی مثل کپور معمولی، کپور علف‌خوار یا آمور، کپور سرگنده و کپور نقره‌ای یا فیتوفاگ متعلق به این خانواده هستند. با حدود ۱۱۰ گونه بزرگ‌ترین خانواده از ماهی‌های آب شیرین ایران است و تقریباً در همه حوضه‌های ایران یافت می‌شوند. از کپورماهی‌های معروف ایران می‌توان انواع سس‌ماهی از جمله سس‌ماهی‌کور، سیاه‌ماهی، ماهی سفید، کلمه، سونگ و سیاه‌کولی را نام برد.